# Yūya Horihata
Yūya Horihata (jap. 掘畑裕也 Horihata Yūya; ur. 30 lipca 1990) – japoński pływak, brązowy medalista mistrzostw świata.
W 2009 i 2011 roku zdobywał medale uniwersjady, natomiast w 2010 roku otrzymał złoty medal igrzysk azjatyckich na dystansie 400 m stylem zmiennym.
Największym sportowym osiągnięciem zawodnika jest brązowy medal mistrzostw świata w Szanghaju na dystansie 400 m stylem zmiennym.
Uczestnik Igrzysk Olimpijskich z Londynu na 400 m stylem zmiennym oraz w sztafecie 4 x 200 m stylem dowolnym.